# Malaucène
Malaucène ist eine französische Gemeinde mit 2.759 Einwohnern (Stand 1. Januar 2022) im Département Vaucluse in der Region Provence-Alpes-Côte d’Azur.

## Geografie

### Lage
Das typisch provenzalische Städtchen liegt an den westlichen Ausläufern der Seealpen und dort am westlichen Fuß des Mont Ventoux, neun Kilometer südlich von Vaison-la-Romaine, 18 Kilometer nördlich von Carpentras und etwa 40 Kilometer nordöstlich der an der Rhone gelegenen Stadt Avignon. Von Malaucène aus führt eine 21 km lange Straße hoch auf den Gipfel des Mont Ventoux. Das Gemeindegebiet gehört zum Regionalen Naturpark Mont-Ventoux.

### Nachbargemeinden
Nachbargemeinden von Malaucène sind Entrechaux im Norden, Beaumont-du-Ventoux im Osten und Le Barroux. Weitere Nachbargemeinden sind im Arrondissement Carpentras Suzette, Caromb, Bédoin und Crestet sowie im Département Drôme die Gemeinde Mollans-sur-Ouvèze.
siehe auch: Liste der Gemeinden im Département Vaucluse

## Bevölkerung
| Jahr      | 1962  | 1968  | 1975  | 1982  | 1990  | 1999  | 2008  |
| --------- | ----- | ----- | ----- | ----- | ----- | ----- | ----- |
| Einwohner | 1.780 | 1.940 | 1.955 | 2.096 | 2.172 | 2.537 | 2.652 |

## Gemeindepartnerschaften
Die Stadt pflegt eine Gemeindepartnerschaft mit der deutschen Kleinstadt Mahlberg in Baden-Württemberg.

## Sehenswürdigkeiten
- Die Kirche Saint-Michel aus dem 14. Jahrhundert, die von Papst Clemens V. als Wehrkirche ausgebaut wurde. Das zeigt sich an den hoch sitzenden Rundbogenfenstern des Langhauses, den mit Schießscharten ausgestatteten Wänden im Geschoss darüber sowie am Gusserker über dem Westportal. Im Innern wird die Längstonne durch die rippengewölbten Quertonnen der Seitenkapellen unterbrochen. Die Kirche beherbergt eine im 18. Jahrhundert gebaute Orgel und eine mit den Gestalten der Kirchenväter geschmückte Kanzel aus Eichenholz von 1885.
- Der Belfried mit seinem schmiedeeisernen Glockenstuhl stammt aus dem 16. Jahrhundert.
- Stadttore, Waschhäuser und Brunnen aus dem 14. bis 19. Jahrhundert.
- Auf einem Hügel stehen die Überreste einer Burg, wahrscheinlich des 12. Jahrhunderts. Sie wurde im 16. Jahrhundert von den Calvinisten erobert, später geschleift und zu einem Kalvarienberg umgewandelt.

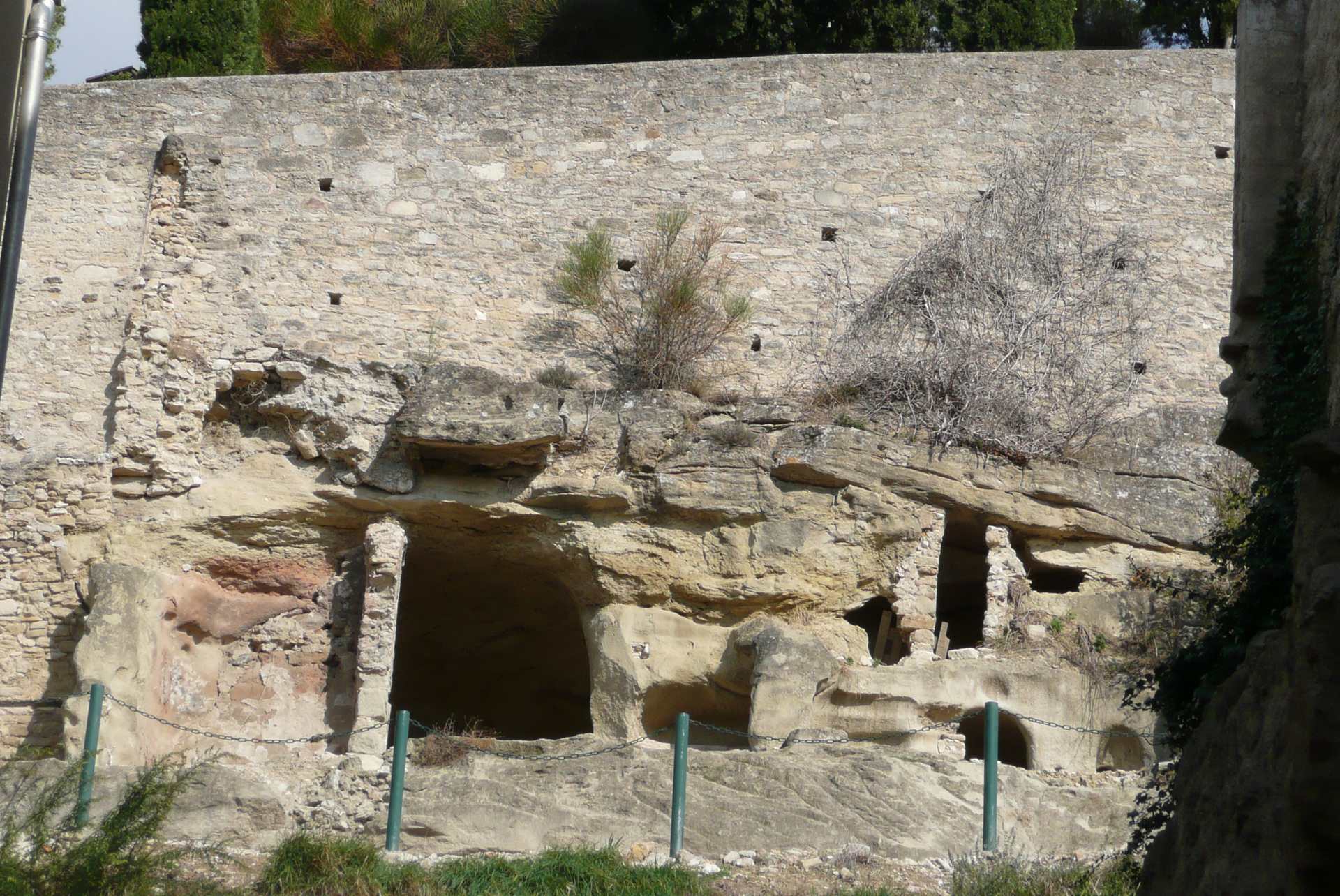
Höhlenwohnung
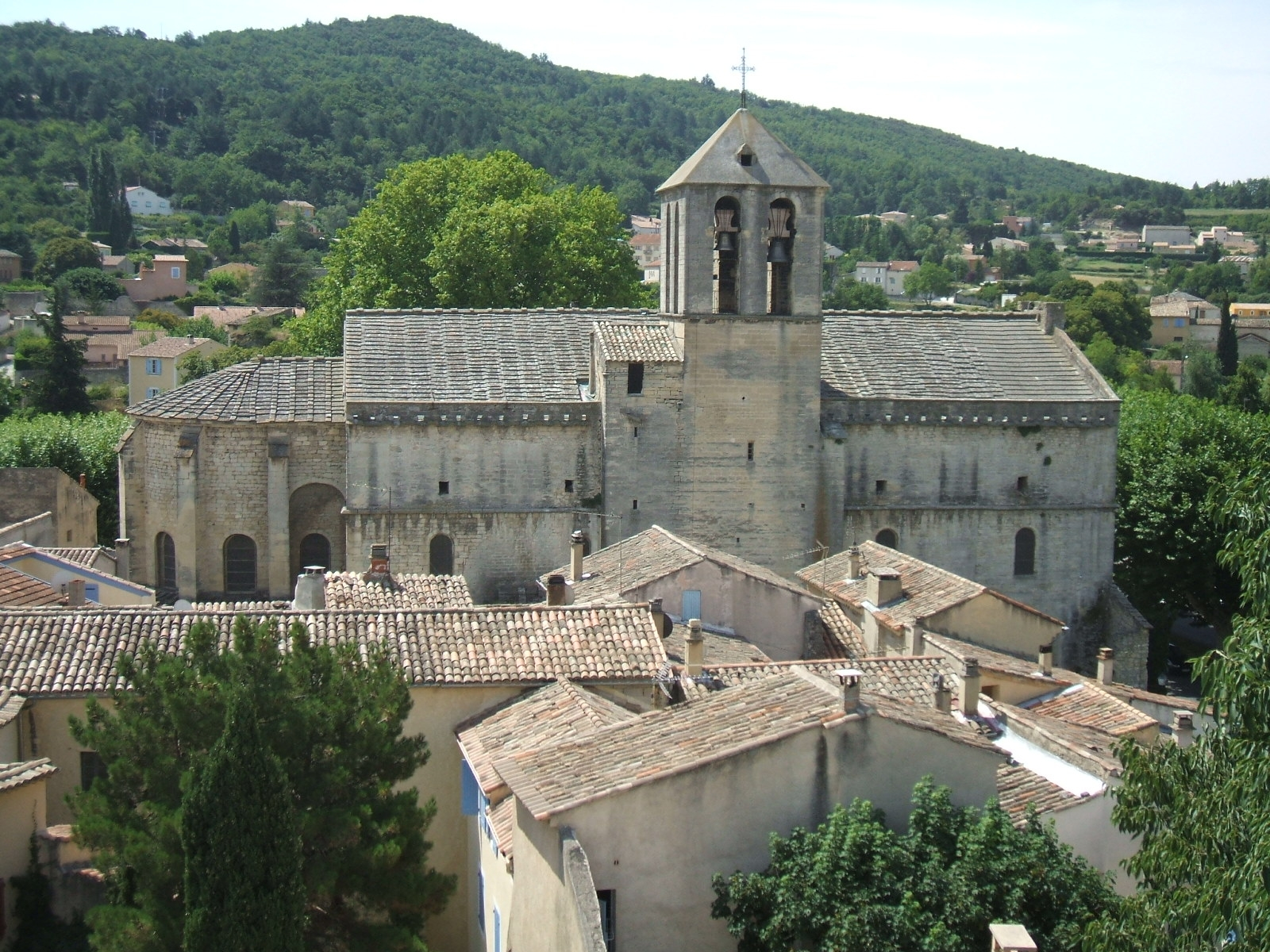
Église Saint-Michel
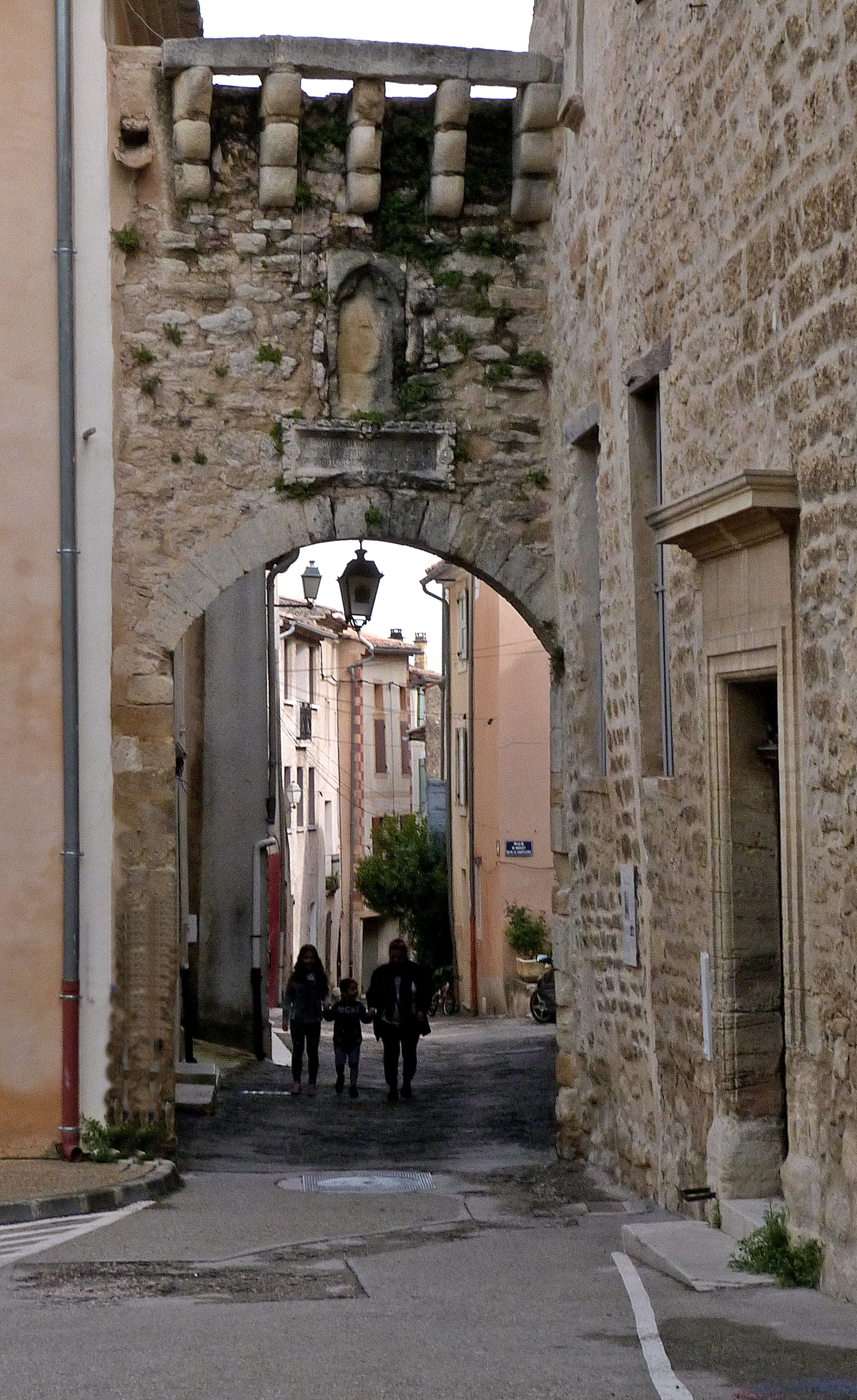
Porte Chaberlain (1363)
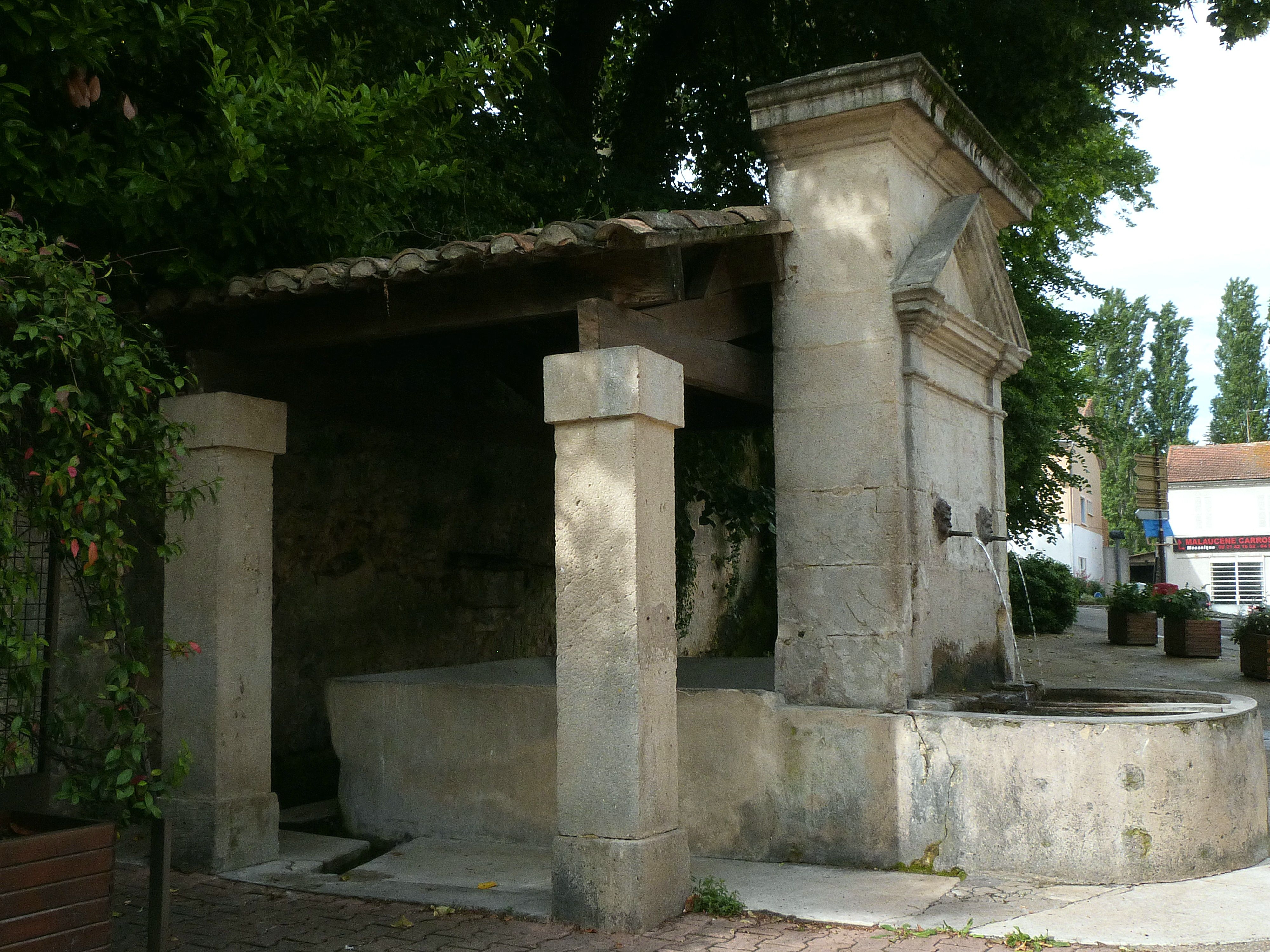
Waschhaus und Brunnen
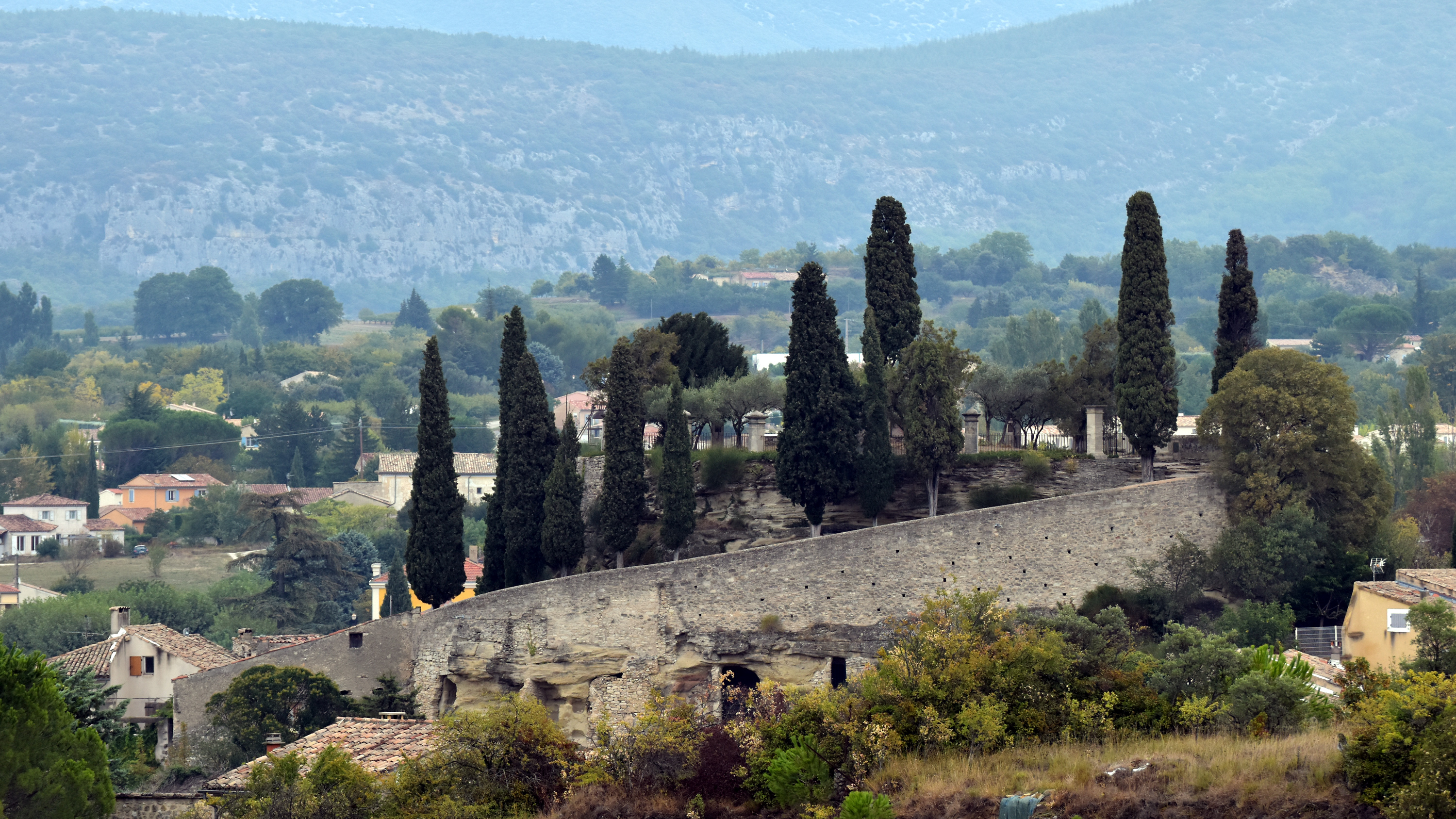
Kalvarienberg (Burgruine)

- Umgebung
Knapp zwei Kilometer südöstlich von Malaucène, an der Straße zum Mont Ventoux, entspringt unter einer hundert Meter hohen Felswand der Bach „Groseau“, dessen Wasser die Römer nach Vaison-la-Romaine leiteten. Vom Aquädukt aus der zweiten Hälfte des ersten Jahrhunderts sind nur noch spärliche Reste erhalten. Im Quellgebiet, das schon in der Antike eine heilige Stätte war, gründete Petronius, Bischof von Vaison-la-Romaine, im Jahre 684 eine Abtei. Sie wurde 739 zerstört, aber zwischen 1079 und 1114 wieder aufgebaut. Clemens V., der erste Papst von Avignon, erweiterte das Kloster im 14. Jahrhundert zu einem päpstlichen Palais. Heute sind Palais, Klosterkirche und Wirtschaftsgebäude verschwunden, nur die romanische Chapelle Notre-Dame du Groseau steht noch.
Der Hauptraum der Kapelle hat einen fast quadratischen Grundriss, im Westen öffnet sich die tonnengewölbte Vorhalle, die Apsis mit Halbrund-Kuppel schließt den Bau im Osten ab. Im Süden wurde im 12. Jahrhundert, eine Seitenkapelle mit Quertonne angebaut. Im Inneren sind Teile von Fresken erhalten. In den Trompen der achtseitigen Kuppel sind die Evangelistensymbole als Hochreliefs dargestellt. Im Chor steht ein römischer Cippus mit einer Inschrift in gallischer Sprache und griechischen Buchstaben, die einem Gott namens „Graselos“ gewidmet ist.

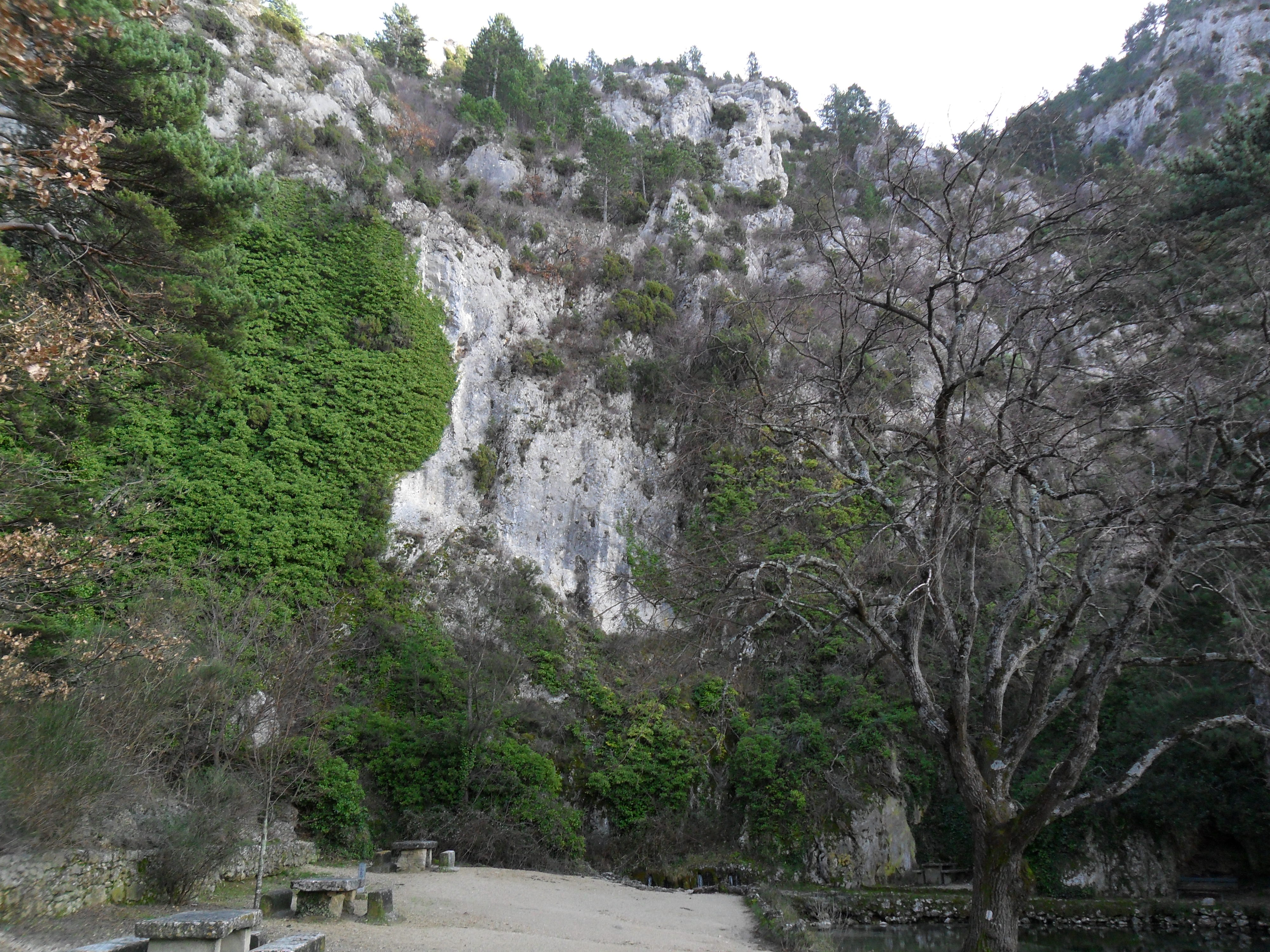
Groseau-Quelle
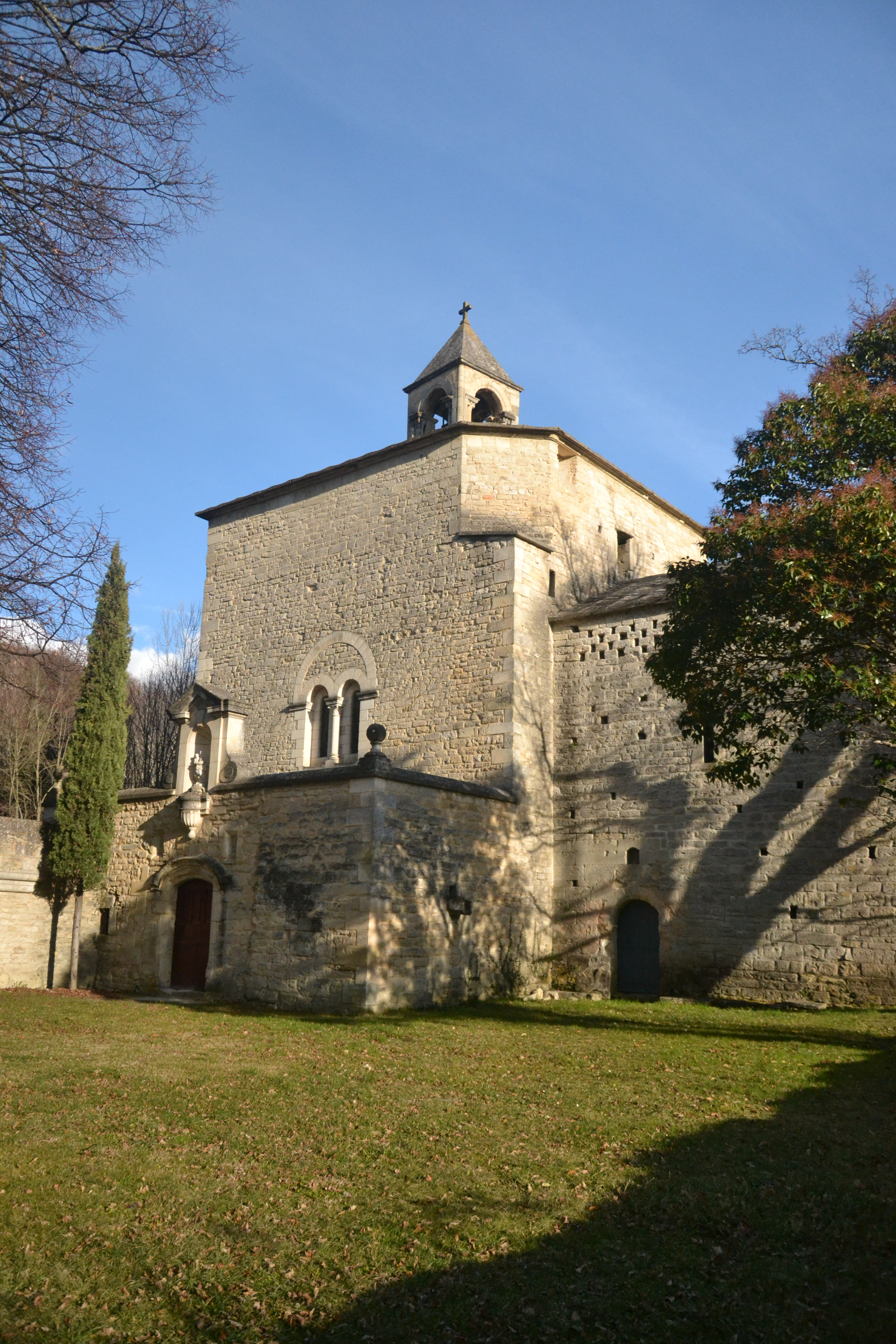
Kapelle
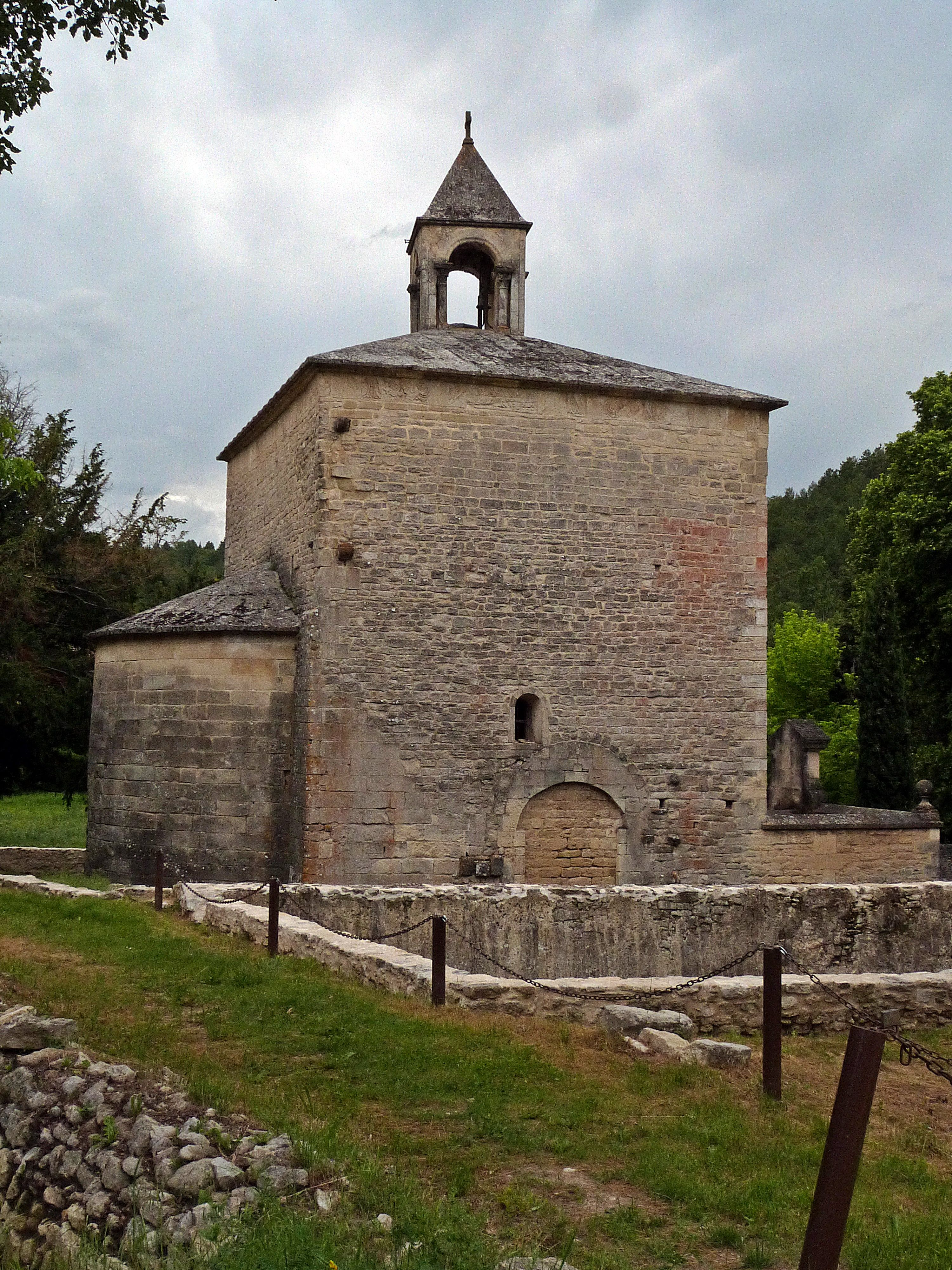
Chapelle Notre-Dame-du-Groseau
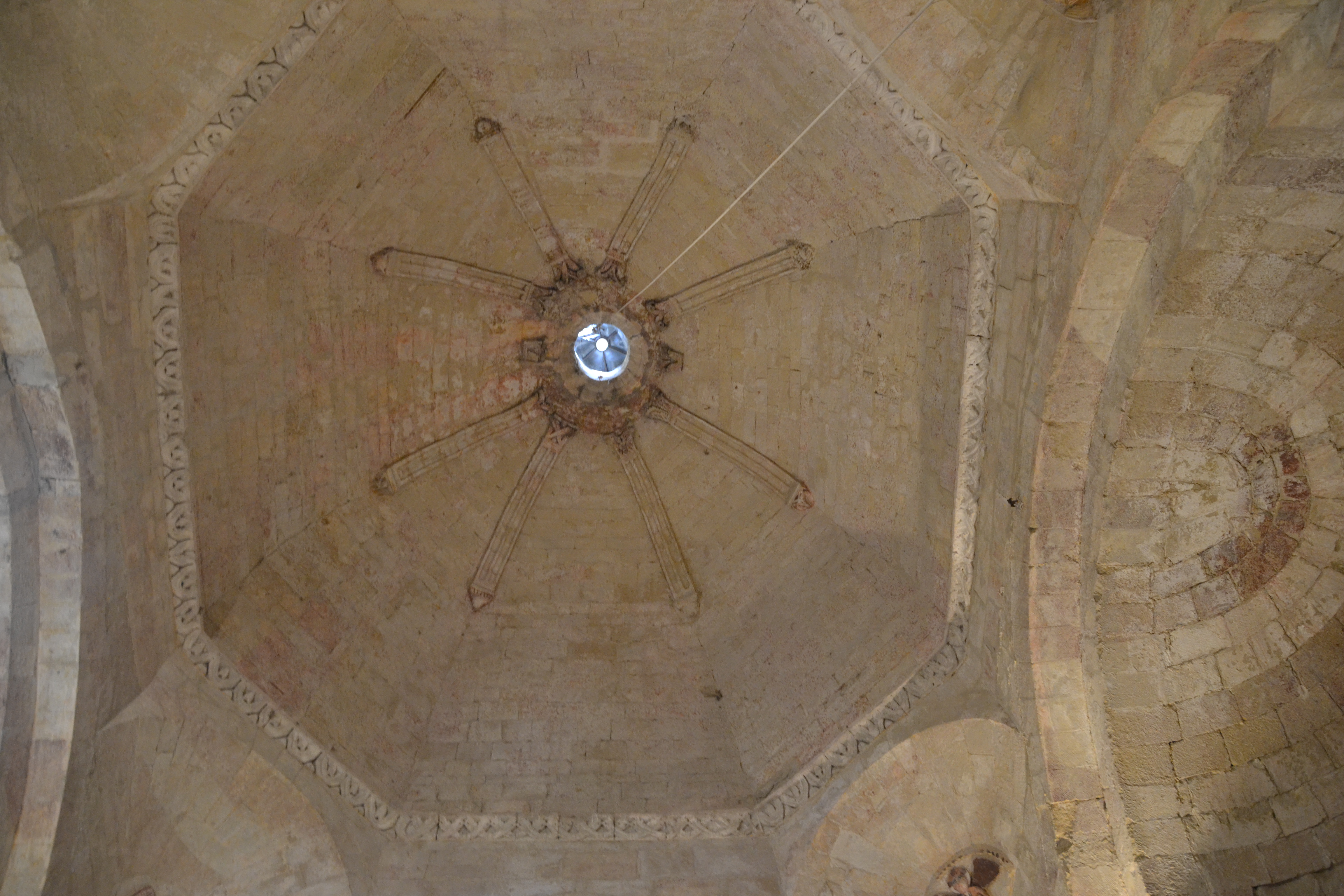
Kuppel

## Wirtschaft

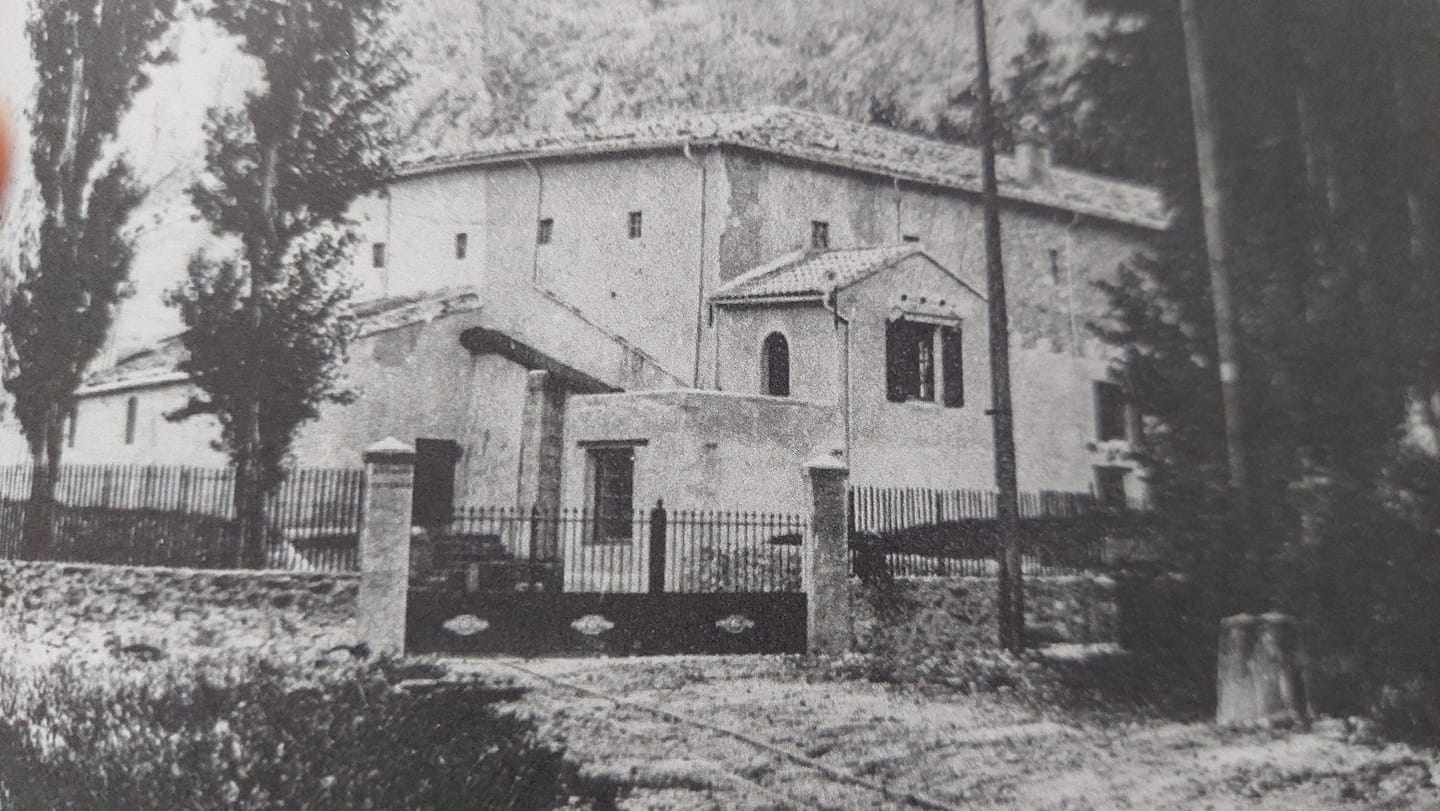
Decauville-Bahn an der Zigarettenpapierfabrik von Malaucène

Seit 1545 ist die Papierfabrik Papeteries de Malaucène bezeugt, die sich auf die Herstellung von Zigarettenfilterhülsen spezialisiert hatte. Wie die meisten Papierfabriken im Vaucluse war sie verkehrstechnisch relativ schlecht angebunden. Die Rohstoffe, Brennstoffe und das Papier mit der Meterspurbahn Orange–Buis-les-Baronnies zu transportieren, hätte einen doppelten und kostspieligen Umschlag erfordert. Es ist daher nicht verwunderlich, dass der Straßentransport bereits Ende der 1940er Jahre einen großen Stellenwert einnahm. Sie wurde von ihrem letzten Eigentümer, der Gruppe Schweitzer-Mauduit, im Jahr 2009 geschlossen.

## Persönlichkeiten
- Papst Clemens V. (zwischen 1250 und 1265–1314), der Avignon als Sitz der Päpste bestimmt hatte, verbrachte in den Jahren 1310–1313 jeweils mehrere Monate in Malaucène.
- Petrarca (1304–1374), italienischer Dichter und Geschichtsschreiber, übernachtete im April 1336 vor seiner literarisch festgehaltenen Besteigung des Mont Ventoux in Malaucène.
- Casimir Marie Gaudibert (1823–1901), Astronom, Selenograph und Geistlicher